# 永井孝典 (プロ雀士)
永井 孝典（ながい こうすけ、1986年8月10日 - ）は、競技麻雀のプロ雀士。最高位戦日本プロ麻雀協会関西本部所属。

## 来歴
愛知県田原市出身。麻雀は高校のテニス部の同僚と始めたのがきっかけ。大学卒業後に一般企業に就職したが、麻雀をデータで突き詰めていくことに楽しさを覚え、2019年に最高位戦日本プロ麻雀協会に志望理由書を送りプロテストを受験、プロ雀士となる。
第45期新人王戦では準決勝B卓をトップ通過したものの、決勝卓では3着。
2024年、MリーグチームのEX風林火山が企画したSSP（スペシャル・スパーリング・パートナー）選考大会『IKUSA2024』で優勝し、二代目SSPとなった。SSPとしての活動の中で、勝又健志からは素点を大事にする最高位戦の打ち方から、トップの比重の大きいMリーグルールに合わせた打ち方の指導を受ける。
翌2025年に行われたEX風林火山のドラフト会議指名選手オーディションにIKUSA2024勝者として出場。準決勝初日は3着2回で8人中5位の成績で準決勝最終日に進出。最終日は、前半が着順4-3-1-1で5人中2位、後半は着順2-3となり、トータルマイナスながらも辛うじて決勝に生き残る。3半荘で行われる決勝では初代SSPの一井慎也、同時期に行われたBEAST Xオーディション勝者の下石戟、元Mリーガーの魚谷侑未という実力者を相手に初戦でラスを引くも、2戦目・3戦目と連勝し、逆転でオーディション優勝を果たして、EX風林火山からのドラフト指名が内定。2025年6月30日に行われたMリーグ2025-26ドラフト会議で、EX風林火山から1巡目指名を受けた。

## 挿話
- 本業は上場企業のプラントエンジニア（化学プラント設計担当）[4][7]。関西（兵庫県明石市）在住[7]かつフルタイム勤務をしており、Mリーガーになるに当たって二拠点生活も考えたが、EX風林火山の監督に就任した二階堂亜樹の期待の言葉を聞いて、東京へ移住し麻雀に専念することを決意。上司が人事に掛け合って、会社は「休職」扱いになる予定とのこと[4]。
- SNS等のアイコンにやかんを持った写真を使っていたことから、愛称は「やかん」[7]。
- 同じく最高位戦所属でMリーガーの鈴木優は同じ高校の5年先輩にあたる[1]。
- 関西在住時から全国のタイトル戦予選やプロアマ等の対局によく参加しており、加えて永井本人の持ち前の明るさとイジられやすさもあって、交友関係が広い。特にMリーガーの竹内元太らとは「永井軍団」と称するグループを結成する仲[1]。